# ناگاشیما، میه

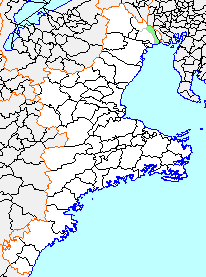
ناگاشیما به رنگ سبز در نقشه مشخص شده‌است.

ناگاشیما، میه، ایسه ناگاشیما (به ژاپنی: 長島町 Nagashima-chō) یک شهر در شهرستان کووانا، میه در استان میه بود.
در ۶ دسامبر ۲۰۰۴ ناگاشیما، میه و تادو، میه که هر دو در شهرستان کووانا، میه قرار داشتند، با شهر کووانا، میه ادغام شدند و اکنون هر سه به نام کووانا، میه شناخته می‌شوند. ناگاشیما، میه از آن پس دیگر به‌طور مستقل وجود ندارد.

## تاریخ
در سال ۱۵۷۱، ۱۵۷۳ و ۱۵۷۴ محاصره‌های ناگاشیما در این مکان انجام شد که با نابودی کامل شورش ایکو-ایکی توسط اودا نوبوناگا پایان یافت. در سال ۱۹۵۹ این منطقه خرابی و خسارت بسیاری سنگینی در اثر طوفان ورا متقبل شد.